# Stala & So.
Stala & So. (voormalige SO.) was een Finse glamrockband, die werd opgericht door zanger Sampsa Astala (Stala) in 1997. De bandleden stonden bekend om hun extravagante uiterlijk in glamrockstijl.

## Geschiedenis
Stala & So. werd opgericht in 1997 door zanger Sampsa Astala ('Stala') en bassist Niko Hurme ('Nick Gore'). Ze brengen hun muziek uit in eigen beheer om onafhankelijk te zijn van platenmaatschappijen. Stala heeft een eigen opnamestudio genaamd So Music Finland (SMF). De oprichters gingen op zoek naar andere bandleden en in 2002 gaven ze hun eerste single 3+1 uit. Daarnaast gaven ze nog een paar concerten in kleine clubs.
Op 12 november 2010 verscheen hun eerste "echte" promotiesingle, Everything for Money, die door iedere grote radiozender in Finland werd gedraaid. In 2011 deed de band mee aan de preselecties van het Finse Eurovisiesongfestival onder de naam van Stala & So. De Finse omroepzender Yle had hen uitgenodigd om Finland te vertegenwoordigen voor het Eurovisiesongfestival 2011 in Duitsland. Na het succes van Everything for money besloot de band hun debuutalbum It Is So. uit te brengen. Het album is een verzameling van de beste liedjes van de afgelopen tien jaar en verscheen op 16 februari 2011.

## Leden

### Oud-bandleden
- Stala - Zang
- Nick Gore - Bas, achtergrondzang
- Sami J. - Leadgitaar, achtergrondzang
- Pate Vaughn - Slaggitaar en Achtergrondzang
- Hank - Drums
- Gröne - Gitaar
- Pale - Leadgitaar, achtergrond zang
- Renska - Drums

## Discografie

### Albums
- It Is So. (2011)
- Play Another Round (2013)
- Stala & SO. (2015)

### Singles
- So. (demosingle, 1998)
- Zap to SO. (demosingle, 1999)
- Burn the Rocks (2000)
- 3+1 (2001)
- Shout! (2008)
- Everything for Money (2010)
- Gimme Five (ep, 2011)
- Life Goes On (2012)
- Rock Until I'm Done (2012)